# Setge de Ciudad Rodrigo (1812)
El setge de Ciudad Rodrigo va ser un episodi militar de la Guerra del Francès.

## Antecedents
Com a preludi de la invasió de Portugal d'André Masséna, Michel Ney va prendre la ciutat fortificada espanyola de Ciudad Rodrigo en 1810. Els francesos van tornar a envair Portugal amb un exèrcit de prop de 65.000 habitants. Després del rebuig de la invasió a la Torres Vedras, la primavera de 1811 Wellington va passar a l'ofensiva. Les dificultats d'aprovisionament, la malaltia entre les tropes i la falta d'artilleria de setge van assegurar que a curt termini no es podrien preveure grans cops d'estratègia, però esperava recuperar Almeida, Ciudad Rodrigo i Badajoz, obrint el camí de Salamanca o Sevilla.
Napoleó va ordenar al mariscal Auguste Marmont que enviés 10.000 soldats per ajudar les forces del mariscal Louis Gabriel Suchet a capturar València i 4.000 més per reforçar la reserva central, i quan Wellington va rebre la notícia que l'exèrcit de Portugal de Marmont enviava forces cap a l'est, es va traslladar mig d'una tempesta de neu, a Ciudad Rodrigo i va arribar a la zona el 6 de gener, i Wellington va plantejar l'aproximació amb Richard Fletcher l'endemà al matí.

## El setge

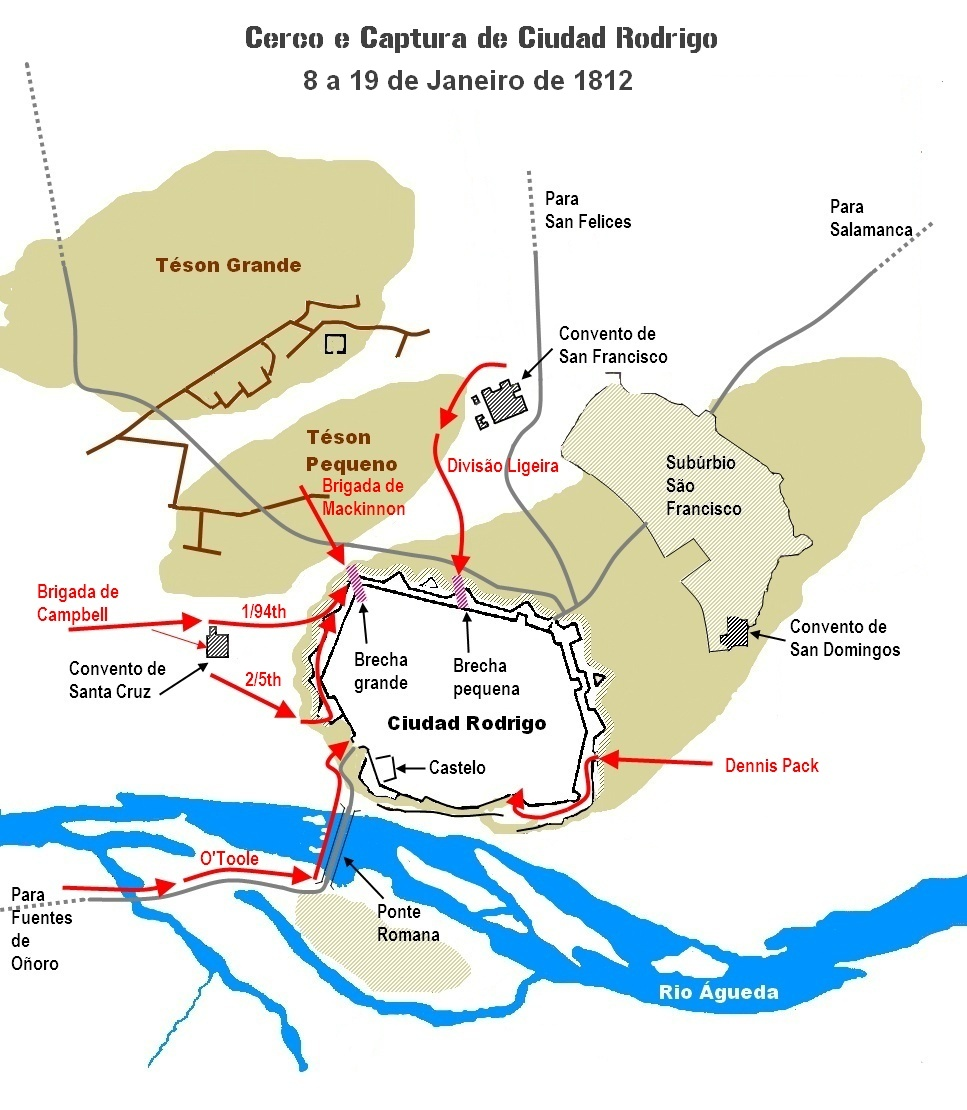
Setge de Ciudad Rodrigo

La fortalesa va ser encerclada i la nit del 8 de gener, la Light Division va assaltar i prendre per sorpresa el reducte del Gran Tesón i va començar a excavar trinxeres i posicions per a les bateries d'artilleria. Cavar al sòl rocós a la nit va causar un perill peculiar. Quan un pic va xocar contra una pedra, la guspira resultant va permetre precisar el foc francès. El 12 de gener les trinxeres fins a les posicions de la bateria estaven completes i les bateries estaven instal·lades. Wellington va rebre un missatge sobre els moviments del mariscal Marmont i va decidir que el setge s'hauria de dur a terme ràpidament. El convent de Santa Cruz, a la dreta, va ser assaltat per la Königlich Deutsche Legion i una companyia del 60è d'infanteria el 13 de gener. Els defensors van fer una sortida vigorosa a les 11 del matí del 14 de gener, amb 500 homes, ja que les tropes eren descansades, però fou rebutjat, i aquella nit es va muntar una escala de setge contra el convent de San Francisco, a l'esquerra, per homes del 40è regiment d'infanteria que va tenir èxit, totes les tropes franceses van entrar dins de les muralles. Les bateries, que van obrir foc a les 4 de la tarda el 14 de gener, incloïen trenta-quatre peces de 24 lliures i quatre de 18. Es va començar a treballar en la segon paral·lela per proporcionar bateries més properes i una ruta coberta segura per les tropes d'assalt. En cinc dies, els canons van disparar més de 9.500 projectils i van obrir dues bretxes efectives, una gran en un mur i una més petita en una torre exposada. Wellington va ordenar un assalt per a la nit del 19 de gener.
La 3ª Divisió del Major General Thomas Picton va rebre l'ordre d'assaltar la bretxa més gran al nord-oest, mentre que la divisió lleugera de Robert Craufurd va ser enviada contra la menor por del nord. Els atacs diversius de la brigada portuguesa de Denis Pack van sondejar les defenses a la porta de San Pelayo a l'est i a través del riu Agueda al sud. Wellington va utilitzar 10.700 homes en el seu assalt.
Llançat a les 19 hores, l'assalt va trobar una resistència decidida en la gran bretxa, en canvi els assaltants de la petita trobaren menys problemes i aconseguiren travessar el mur i arribar darrere dels defensors de la gran bretxa, i l'assalt va tenir un èxit complet. Dos canons situats al mur de la bretxa major van causar la majoria de víctimes en l'atac. El 88è Regiment Connaught Rangers va capturar un dels canons mentre que el 45è Regiment de Nottinghamshire en va prendre l'altre. Les pèrdues aliades en l'assalt van ser 195 morts i 916 ferits, encara que entre els morts hi havia els majors generals Henry MacKinnon i Robert Craufurd.
La victòria va quedar tacada quan els britànics, molestos per les 562 víctimes que van patir durant la tempesta de la ciutat, van saquejar a fons la ciutat, malgrat l'esforç dels seus oficials i el fet que els civils fossin espanyols i, per tant, aliats britànics.

## Conseqüències
La presa de Ciudad Rodrigo va obrir la possibilitat d'un corredor d'invasió des del nord de Portugal a Espanya i també va permetre a Wellington procedir a prendre Badajoz pel passadís sud, presa que seria molt més sagnant.